# حرارة الجسد
حرارة الجسد (بالإنجليزية: Body Heat)‏ هو فيلم إثارة نيو-نوار أمريكي من تأليف وإخراج لورانس كازدان ومن بطولة ويليام هيرت، كاثلين ترنر، ريتشارد كرينا وتيد دانسون، صدر الفيلم في 28 أغسطس 1981.